# Batalla del Dombás (2022-presente)
La batalla del Dombás, liberación del Dombás según el gobierno ruso, u ofensiva rusa del Dombás, fue una ofensiva militar que formó parte la campaña más amplia del este de Ucrania de la invasión rusa de Ucrania. La ofensiva comenzó el 18 de abril de 2022 entre las fuerzas armadas de Rusia, con el respaldo local de las milicias de paramilitares prorrusos contra Ucrania por el control del territorio de los óblasts de Donetsk y Lugansk, que aun permanecen bajo control del fuerzas armadas ucranianas y soberanía del Estado nacional ucraniano. Se considera la segunda fase estratégica de la invasión rusa de Ucrania y se enmarca dentro del teatro de operaciones de la Ofensiva de Ucrania oriental, que incluye zonas fueras de la cuenca del Donets.
La ofensiva se lleva a cabo actualmente a lo largo de la línea Rubizhne-Izium-Huliaipole-Mariúpol con el objetivo de rodear a las tropas ucranianas en el Donbás interno y anexar la totalidad de Donetsk y Luhansk a los cuasi-estados respaldados por Rusia de la República Popular de Donetsk (DPR) y la República Popular de Lugansk (LPR). El desarrollo inicial y la importancia estratégica de la batalla del Dombás se han comparado con la batalla de Kursk (1943).
Las operaciones iniciales probablemente consistieron en pequeñas operaciones de escaramuza destinadas a probar las defensas ucranianas, mientras que las campañas de bombardeo continúan cincelando las defensas ucranianas a lo largo de la línea de contacto.
La ofensiva rusa se estancó en septiembre de 2022 y algunos de los avances se revirtieron después de que Ucrania lanzara su ofensiva en Járkov, en la que las fuerzas ucranianas recuperaron las ciudades de Lyman y Sviatohirsk, en la región de Donetsk, y Bilohorivka, en la región de Lugansk.  La contraofensiva ucraniana también se estancó al este del río Oskil, y en noviembre de 2022 se reanudaron los asaltos rusos en las provincias de Lugansk y Donetsk.

## Fondo
El 29 de marzo de 2022, el gobierno ruso declaró una reducción de las operaciones militares en la región alrededor de la ciudad capital de Kiev, poniendo fin de hecho a las operaciones en el norte y el noreste de Ucrania. El 25 de marzo de 2022, Rusia declaró completada la primera fase de su "operación militar especial" en Ucrania y anunció un cambio de enfoque hacia la región del Dombás. Los oficiales militares rusos declararon la neutralización de la Armada y la Fuerza Aérea de Ucrania y declararon que la RPD y la LPR controlaban el 54 % y el 93 % de los óblasts de Donetsk y Lugansk, respectivamente. Las Fuerzas Armadas rusas comenzaron una retirada táctica desde el norte, retirándose por completo el 6 de abril de 2022. Cuando las fuerzas ucranianas recuperaron el territorio previamente ocupado, los ucranianos descubrieron los crímenes de guerra rusos, incluida la masacre de Bucha.
La región del Dombás en particular había sido escenario de prolongados combates entre los separatistas respaldados por Rusia de las autoproclamadas Repúblicas Populares de Donetsk y Lugansk y las Fuerzas Armadas de Ucrania. Entre 2014 y fines de 2021, la guerra del Dombás se cobró la vida de más de 10 000 combatientes separatistas, rusos y ucranianos, así como de 3095 civiles.

### Operaciones anteriores
El 24 de febrero de 2022, Rusia, junto con los cuasi estados DPR y LPR, lanzaron una invasión en numerosos frentes, incluido el Dombás. El 24 de febrero y el presente, las fuerzas rusas y aliadas comenzaron a luchar en la batalla de Járkov, así como en muchos otros pequeños enfrentamientos destinados a capturar ciudades clave de Ucrania. El sitio de Mariúpol comenzó el 24 de febrero, destruyendo el 95% de la ciudad y matando potencialmente a más de 21 000 civiles. Entre el 24 de febrero y el 18 de abril, las fuerzas rusas no habían realizado mucha actividad a lo largo de la "Línea de contacto", la línea del frente que había permanecido más o menos estática desde 2014, solo lanzando esfuerzos de reconocimiento a pequeña escala, así como campañas de artillería a pequeña escala. contra instalaciones militares ucranianas.
El 11 de marzo de 2022, tanques rusos supuestamente bombardearon una residencia para ancianos en Kreminna, matando a 56 civiles e hiriendo a un número desconocido. Según las autoridades ucranianas, otros 15 civiles fueron secuestrados por soldados rusos y llevados al territorio ocupado por los separatistas en el Óblast de Lugansk.
El 8 de abril de 2022, las fuerzas rusas presuntamente lanzaron un ataque contra la estación de tren de Kramatorsk. El ataque mató a 59 civiles, incluidos 5 niños, e hirió a 114 más. Funcionarios ucranianos y occidentales denunciaron el ataque como "intencionado", un "crimen de guerra monstruoso" y una "masacre deliberada", mientras que el Ministerio de Defensa ruso negó las acusaciones y, en cambio, afirmó que el ataque fue una operación de bandera falsa por parte de las fuerzas ucranianas. argumentando que el misil Tochka-U utilizado no formaba parte del arsenal ruso sino del ucraniano.

### Preludio
A mediados de abril de 2022, la inteligencia de Estados Unidos informó que Rusia estaba "reubicando" sus unidades militares en el Dombás.

## Fuerzas opositoras

### Unidades militares
| Fuerzas Armadas de Rusia - Fuerzas Terrestres de Rusia - 1.er Ejército de Tanques de la Guardía - 2.º Ejército de Armas Combinadas de la Guardía - 5.º Ejército de Armas Combinadas - 6.º Ejército de Armas Combinadas - 8.º Ejército de Armas Combinadas de la Guardía - 150.ª División de Fusileros - 20.º Ejército de Armas Combinadas de la Guardía - 3.ª División de Fusileros Motorizados - 35.º Ejército de Armas Combinadas - 41.º Ejército de Armas Combinadas - 58.º Ejército de Armas Combinadas - 90.ª División de Tanques de la Guardía - 232.ª Brigada de Artillería de Cohetes - Armada de Rusia - Infantería Naval de Rusia - 810.ª Brigada de Infantería de Marina (Flota del Mar Negro) - Flota del Mar Negro(Fuerza de Tarea de la armada presente en el conflicto) - Flota del Norte(Infantería de Marina) - Flota del Báltico(Infantería de Marina) - 11° Cuerpo de Ejército - Flota del Pacífico(Infantería de Marina) - Fuerza Aérea de Rusia - Fuerzas de Apoyo Logístico y Retaguardia de las Fuerzas Armadas de Rusia - Tropas Ferroviarias de Rusia - GRU - Spetsnaz - 3.° Brigada de Guardias Spetsnaz - Guardia Nacional de Rusia - Kadyrovtsy - Batallón del Norte Fuerza Armadas RPD - Fuerzas Terrestres RPD - Batallón Somalia - Batallón Sparta - Batallón Vostok Fuerzas Armadas RPL - Fuerzas Terrestres RPL - Brigada Prizrak - Batallones Cosacos Mercenarios/Voluntarios - Grupo Wagner - Rúsich - Contingentes Libios y Sirios | Fuerzas Armadas de Ucrania - Fuerzas Terrestres de Ucrania - 4.ª Brigada de Tanques - 10.ª Brigada de Asalto de Montaña - 17.ª Brigada de Tanques - 24.ª Brigada Mecanizada - 56.ª Brigada Motorizada - 72.ª Brigada Mecanizada - 128.ª Brigada de Asalto de Montaña - Legión Georgiana - Armada de Ucrania - Infantería Naval Ucraniana - 36.ª Brigada de Infantería de Marina - Fuerza Aérea de Ucrania - Fuerzas de Asalto Aéreo de Ucrania - 81.ª Brigada Aeromóvil - Fuerzas de Defensa Territorial de Ucrania - Legión Internacional de Defensa Territorial de Ucrania - Batallón Kastuś Kalinoŭski (Contingente Bielorruso) - Legión Libertad de Rusia (Desertores Rusos) - Guardia Nacional de Ucrania - 12.ª Brigada Operacional - Regimiento Azov - Batallón Donbás - Sector Derecho - Guardia fronteriza de Ucrania - Policía Nacional de Ucrania Voluntarios/Insurgentes - Cuerpo de Voluntarios Ucranianos - 2.º Batallón Separado - Voluntarios Civiles Irregulares (milicias) - Guerrillas Ucranianas (insurgentes) |

### Rusia y aliados
Para la batalla, los rusos utilizaron tres ejércitos junto con una división de tanques y una brigada de artillería de cohetes. A mediados de abril, Rusia había concentrado más de 65 grupos tácticos de batallón (BTG) en la línea de contacto. En el transcurso de varios días antes del 18 de abril, se agregaron 11 grupos tácticos de batallón (BTG) rusos a la fuerza rusa existente en Dombás, lo que elevó el número total de BTG en Dombás a 76, lo que representa un total de aproximadamente 60 000 soldados. Además, se decía que 22 BTG (que constituían entre 15 y 20 000 soldados) estaban siendo reabastecidos y reforzados en el norte de Ucrania. En total, varias estimaciones de las fuerzas rusas para la ofensiva numeradas entre 50 000 y 62 000.
Las Repúblicas Populares de Donetsk y Lugansk aportaron un total de unos 27 000 soldados para la ofensiva.
La Unión de Voluntarios del Dombás, un grupo prorruso de voluntarios que se formó en 2014, tenía una fuerza activa de unos 14 500 combatientes en la zona.
Los medios occidentales, citando a funcionarios de la Unión Europea, han informado que las fuerzas rusas movilizaron en el Dombás entre 10 000 y 20 000 mercenarios libios, sirios, etíopes y del Grupo Wagner.

### Ucrania
Para la batalla, los ucranianos habían concentrado seis brigadas regulares y la Legión Nacional de Georgia. Según Forbes del 1 de febrero, el ejército de Ucrania constaba de 20 brigadas activas, lo que significa que el 30 % de las fuerzas activas ucranianas, o alrededor de 51 000 soldados, estaban organizados en el Dombás. Además, las unidades de la fuerza de Defensa Territorial estaban activas en Donbas, junto con un número desconocido de reservas civiles, voluntarios extranjeros y partisanos.
El presidente Volodímir Zelenski dijo el 15 de abril que las fuerzas ucranianas sumaban 44 000 en la región de Dombás. El 19 de abril de 2022, la BBC informó que las tropas ucranianas en el Dombás sumaban entre 40 000 y 50 000 hombres.

## Batalla

### Primeras operaciones (18 a 30 de abril)
En la noche del 18 de abril de 2022, las fuerzas rusas lanzaron una intensa campaña de bombardeos contra posiciones en los óblasts de Lugansk, Donetsk y Járkov. El bombardeo ruso durante la noche en Donetsk mató a dos civiles e hirió a nueve, según fuentes de noticias en línea. El presidente ucraniano Volodymyr Zelenskyy anunció que había comenzado la "batalla por Donbas". La artillería rusa golpeó ciudades en Donbas, con el objetivo de destruir infraestructura crítica.
El jefe de la administración militar regional de Luhansk y gobernador efectivo del oblast, Serhiy Haidai , llamó a los residentes de la región a evacuar de inmediato para no convertirse en rehenes o ser asesinados por los rusos.
Para el 25 de abril, las fuerzas rusas lograron una supremacía numérica de tres a uno sobre las fuerzas ucranianas (el número tradicional considerado como el requisito para una fuerza de ataque), concentrando más de 76 grupos tácticos de batallón (BTG) con 800 efectivos por BTG en el Donbás.
En la primera semana, las fuerzas rusas aseguraron el control total sobre Kreminna, avanzaron en Rubizhne, ocuparon grandes áreas de Popasna, y continuaron bombardeando posiciones a lo largo de la línea del frente. Según un funcionario ucraniano, las fuerzas rusas capturaron 42 aldeas en el Óblast de Donetsk, aunque no especificó qué aldeas habían sido capturadas.
En los distritos operativos de Slobozhansky y Donetsk, las tropas rusas intensificaron las operaciones ofensivas en algunas áreas, intentando romper las defensas ucranianas a lo largo de casi toda la línea del frente en las regiones de Donetsk, Járkov y Lugansk. Mientras tanto, el gobierno ucraniano declaró que sus fuerzas lanzaron un contraataque y recuperaron la ciudad de Marinka. Mercenarios libios y sirios probablemente asociados con el Grupo Wagner supuestamente se enfrentaron con las fuerzas ucranianas en Popasna. El gobierno ucraniano afirmó que habían muerto entre 20 y 25 mercenarios.
Las fuerzas rusas continuaron un avance lento y constante, capturando las ciudades de Popivka, Pischane, Novotoshkivske , Zarichne y Zhytlivka, y se prepararon para capturar y avanzar más allá de Popasna, avanzar hacia el sureste desde Izium y hacia el oeste desde Kreminna.
Entre el 22 y el 29 de abril, 110 militares de la DPR murieron y 451 resultaron heridos.

### Operaciones (1 al 19 de mayo)
A partir de mayo, las tropas rusas lanzaron batallas intensas, marcadas por campañas masivas de artillería seguidas de ataques terrestres, contra posiciones ucranianas en la línea del frente.
El 7 de mayo, la ciudad de Popasna, ahora en gran parte destruida, fue capturada por las fuerzas rusas y de la República Popular de Lugansk , y esto fue confirmado por el gobernador regional. El 12 de mayo, se informó que las fuerzas rusas se habían apoderado de Rubizhne.
Del 5 al 13 de mayo, tuvo lugar una gran batalla en el río Donets , en la que los defensores ucranianos repelieron con éxito múltiples intentos rusos de cruzar el río estratégico. Las fuerzas armadas ucranianas afirmaron haber destruido todo un batallón de las fuerzas rusas, matando entre 1000 y 1500 soldados. El grupo de expertos del Instituto para el Estudio de la Guerra (ISW) informó que de una fuerza de 550 soldados rusos, 485 resultaron muertos y heridos, así como 80 vehículos perdidos.
Ucrania afirmó haber lanzado un contraataque contra las fuerzas rusas cerca de Izium el 15 de mayo. El mismo día, se informó que las fuerzas rusas habían capturado el pueblo de Dovhen'ke, al sur de Izium.

### Operaciones (20 de mayo al 3 de julio)
A partir de fines de mayo, las fuerzas rusas lograron avances en muchas regiones de la línea del frente. Se vio que las tropas rusas estaban utilizando un nuevo enfoque de "caldero" en sus esfuerzos, abandonando los grandes cercos en favor de los más pequeños, lo que les permitió obtener las primeras ganancias importantes de la batalla.
El 20 de mayo, las fuerzas rusas realizaron nuevos avances en el oeste y el sur de Popasna, con el objetivo de cortar la carretera a Sievierodonetsk. A pesar de la dura resistencia ucraniana, las fuerzas rusas finalmente irrumpieron en el área de Popasna el 20 de mayo. Para el 22 de mayo, las fuerzas rusas lograron asegurar su ruta de avance e intentaron avanzar simultáneamente hacia el oeste hacia Bajmut y hacia el norte para cortar los enlaces fuera de la carretera con Sievierodonetsk.
Se informó que las fuerzas rusas ingresaron a la ciudad de Lyman el 23 de mayo, capturándola por completo el 26, mientras que se informó que las fuerzas ucranianas abandonaron Sviatohirsk. El 24 de mayo, las fuerzas rusas capturaron la ciudad de Svitlodarsk.
El 1 de junio, Ucrania anunció que las fuerzas rusas habían capturado entre el 70% y el 80% de Sieverodonetsk. El 3 de junio, Ucrania afirmó haber lanzado un contraataque para recuperar el 20% de la ciudad. Sin embargo, el 8 de junio, el ejército ucraniano fue empujado hacia las afueras de la ciudad de Sievierodonetsk.
A mediados de junio, el consenso general en la comunidad militar era que Ucrania estaba casi sin municiones y superada en armas. Un alto oficial militar ucraniano agregó que Ucrania dependía de Occidente para el suministro de armas, ya que Rusia tenía una ventaja de 10 a 15 veces más sistemas de artillería que Ucrania, y que se necesitaban sistemas de cohetes occidentales para destruir la artillería rusa. Además, a pesar de que las fuerzas ucranianas utilizaban entre 5000 y 6000 proyectiles al día, específicamente proyectiles de 155 mm suministrados por el oeste, todavía estaban superados en armas hasta 40 a 1 en algunos lugares.
Con el avance cerca de Popasna frenado por las armas pesadas ucranianas, Rusia comenzó una ofensiva al sureste de Popasna, con el objetivo de evitar el río Siverskyi Donets y bombardear Lysychansk desde el sur. El ISW evaluó que a los comandantes rusos se les había dado como fecha límite el 26 de junio para hacer un gran avance y apoderarse del territorio administrativo completo de Luhansk Oblast.

#### Ocupación rusa de Severodonetsk y Lysychansk
El 23 de junio, Rusia se abrió paso por completo en el sur, se apoderó de Toshkivka y obtuvo importantes avances al sur de Lysychansk. Las fuerzas rusas y LPR capturaron Loskutivka, Myrna Dolyna, Rai-Oleksandrivka y Pidlisne el 22 de junio. El 23 de junio, las fuerzas rusas aislaron y rodearon las ciudades de Hirske y Zolote, que afirmaron haber capturado por completo al día siguiente. Además, Rusia impulsó la seguridad total de la planta química Azot en Sievierodonetsk, que el 14 de junio se había convertido en el último refugio de los soldados ucranianos en la ciudad. Desde el norte, las tropas rusas tuvieron menos éxito, intentando hacer avances cerca de Mykolaivka y Bohorodychne , en un intento de avanzar sobre la ciudad de Sloviansk en Donetsk. No obstante, el avance ruso siguió adelante, con el avance de Rusia y los separatistas en el sur ejerciendo presión sobre los pocos defensores ucranianos restantes del Óblast de Lugansk para retirarse a las líneas defensivas cerca de la frontera con el Óblast de Donetsk.
Las fuerzas rusas habían rodeado por completo a Hirske y Zolote en su avance hacia el norte hacia Lysychansk el 24 de junio. Para el 25 de junio, los funcionarios ucranianos habían anunciado que sus tropas se habían retirado de Sievierodonetsk para evitar ser rodeados por las tropas rusas, lo que indicaba la captura de la ciudad. Para el 1 de julio, las fuerzas rusas continuaron rodeando Lysychansk desde el sur y el oeste, intentando cortar la carretera T1302 que conecta las ciudades Lysychansk - Bajmut. Como parte del cerco, las fuerzas rusas afirmaron haber tomado también Pryvillia, al noroeste de Lysychansk, después de que las unidades cruzaran el río hacia el norte y el oeste de la ciudad. Las posiciones ucranianas cerca de Siversk , Bilohorivka , Vovchoyarivka, Berestove, Yakovlivka, Vidrodzhennia, Mayorsk y la central térmica Vuhlehirska fueron bombardeadas por artillería.
Los días 2 y 3 de julio, las fuerzas de LPR y Rusia afirmaron haber capturado y controlado Lysychansk, sin embargo, los funcionarios ucranianos, incluido el presidente Volodymyr Zelenskyy, aún no habían reconocido oficialmente la captura de la ciudad estratégica, y solo dijeron que había feroces enfrentamientos en curso por la ciudad. El Instituto para el Estudio de la Guerra (ISW) apoyó la afirmación rusa de que Lysychansk había caído el 2 de julio, sugiriendo que los defensores ucranianos probablemente "se retiraron deliberadamente" de la ciudad. Además, el ministerio de defensa ruso afirmó haber capturado y estaba en proceso de despejar muchos asentamientos en las afueras de Lysychansk, incluidos Verkhnekamenka, Zolotarivka, Bilohorivka, Novodruzhesk , Maloryazantsevo y Bila Hora. Los funcionarios ucranianos admitieron posteriormente que Lysychansk fue capturado.
Con la caída de Lysychansk y sus afueras occidentales, Rusia y la República Popular de Lugansk declararon el control total del Óblast de Luhansk por primera vez, logrando un objetivo de la campaña dirigida por Rusia. El bombardeo ruso de Sloviansk se intensificó el 3 de julio.

### Estancamiento del frente (4 de julio - presente)
Después de capturar y ocupar por completo el óblast de Luhansk, el presidente ruso, Vladímir Putin, ordenó al ministro de Defensa, Serguéi Shoigu, que continuara la ofensiva en Donbás como estaba previsto, agregó que las unidades que lucharon en el frente de Lugansk "deberían descansar, aumentar sus capacidades de combate", lo que sugiere una pausa operativa a lo largo del eje a medida que se consolidan sus ganancias y se apuntalan las líneas de suministro. A principios de julio, Rusia continuó reponiendo sus fuerzas y probablemente estaba concentrando equipos en la línea del frente cerca de Siversk, el esperado objetivo táctico inmediato de su asalto renovado. Sin embargo, el gobernador Haidai sostuvo que Rusia no controlaba completamente el Óblast de Lugansk y que había enfrentamientos continuos en varias aldeas fronterizas.
Un informe de inteligencia del Ministerio de Defensa del Reino Unido el 4 de julio dijo que las fuerzas rusas "casi con seguridad" harían la transición para capturar el restante del óblast de Donetsk, alrededor del 55 por ciento del cual ya estaba bajo el control de las fuerzas rusas y de la República Popular de Donetsk (RPD). El ministerio pronosticó que los combates en Donetsk seguirán siendo "agresivos y desgastante", tipificados por los bombardeos masivos de artillería que arrasarían pueblos y ciudades en medio de lentos avances terrestres. El gobernador ucraniano de Lugansk, Serhiy Haidai , dijo que esperaba ciudades de Donetsk como Sloviansk y Bakhmut pronto sufrirán un fuerte ataque ruso, dijo que ambas ciudades están siendo bombardeadas cada vez más. De manera similar a los informes de inteligencia del Reino Unido, los ucranianos esperaban que los rusos avanzaran hacia el oeste a lo largo de la carretera Bakhmut - Lysychansk. El 5 de julio, el alcalde de Sloviansk, Vadym Liakh, instó a los residentes a evacuar la ciudad. "Las posiciones rusas más cercanas están a 7-10 km de la ciudad". El gobernador del Óblast de Donetsk , Pavlo Kyrylenko , instó a los 350.000 residentes restantes a evacuar la provincia.
El 6 de julio, según el Instituto para el Estudio de la Guerra, «las fuerzas rusas no reclamaron ni evaluaron ganancias territoriales por primera vez en 133 días de guerra» y sugirieron que los rusos probablemente estaban tomando una "pausa operativa" para descansar y reagrupar sus fuerzas antes de un asalto renovado y planeado.
El gobernador de Lugansk, Serhiy Haidai, negó que los rusos hubieran capturado por completo el óblast de Lugansk, insistiendo en que estaban sufriendo grandes pérdidas en los enfrentamientos en las aldeas alrededor de Lysychansk y acusándolos de usar tácticas de tierra arrasada. Haidai también afirmó que un intento de las tropas regulares y de reserva rusas de expandir una cabeza de puente en el río Donets fue estancado por un ataque de artillería ucraniano. Fuentes prorrusas afirmaron que la aldea de Spirne había sido capturada y se lograron avances durante nuevos asaltos terrestres en la aldea de Verkhnokamyansk, en el norte de Donetsk; las afirmaciones no se confirmaron de forma independiente en ningún momento. Según se informa, fuentes tanto rusas como ucranianas confirmaron que las fuerzas ucranianas habían recuperado la aldea de Solodke en un contraataque limitado.
El 11 de julio, el presidente Zelensky descartó la idea de que los rusos estaban en una "pausa operativa" en curso, citando continuos bombardeos mortales, ataques aéreos e informes continuos de tropas ucranianas que "repelían" varios contraataques rusos. Zelensky insistió en que «34 ataques aéreos rusos en las últimas 24 horas no eran indicativos de una pausa operativa».
El 16 de julio, el Ministerio de Defensa ruso anunció que la pausa operativa había terminado. Las fuerzas rusas y separatistas llevaron a cabo una serie de contraataques terrestres limitados al este de Siversk y al sur de Bakhmut después del anuncio, sin cambiar la situación del frente notablemente.

## Cronología

### Abril
En la noche del 18 de abril de 2022, las fuerzas rusas lanzaron una intensa campaña de bombardeo contra posiciones en los óblasts de Lugansk, Donetsk y Járkov. Los bombardeos rusos durante la noche en Donetsk mataron a dos civiles e hirieron a nueve, según fuentes de noticias en línea. El presidente ucraniano Zelenski anunció que había comenzado la "Batalla por Dombás".
Hasta el 29 de abril, la actividad militar relacionada con la batalla había matado y herido a casi 800 civiles. Las pérdidas militares fueron menos claras, aunque las autoridades ucranianas afirmaron haber matado a más de 1.200 combatientes, mientras que el Ministerio de Defensa de Rusia reclamó casi 2.000 pérdidas ucranianas durante este período. La República Popular de Donetsk admitió más de 550 bajas entre sus propios combatientes.

#### 18 de abril
En los distritos operativos de Slobozhansky y Donetsk, las tropas rusas intensificaron las operaciones ofensivas en algunas áreas. El secretario del Consejo Nacional de Seguridad y Defensa, Oleksiy Danilov, dijo que en la mañana del 18 de abril, los ocupantes intentaron romper las defensas ucranianas a lo largo de casi toda la línea del frente en las regiones de Donetsk, Járkov y Lugansk con el objetivo de ocupar parte de Donetsk y Lugansk por la Pascua ortodoxa (24 de abril).
En la mañana del 18 de abril, el jefe de la administración militar de Lugansk, Serhiy Haidai, anunció que las tropas rusas habían entrado en la ciudad de Kreminna, cerca de Rubizhne y Lysychansk, cuando las fuerzas ucranianas perdieron el control en medio de intensos combates. Haidai dijo que más de 200 civiles murieron durante la batalla, con cuatro civiles más asesinados y uno más herido mientras intentaban escapar de los combates. Durante los combates, un comandante de batallón de la LPR murió cuando él y sus combatientes fueron rodeados por fuerzas ucranianas cerca de Kreminna y "lucharon hasta el final", según la LPR. Los enfrentamientos dejaron un número indeterminado de muertos y heridos.
A lo largo del frente, los bombardeos del 18 de abril mataron a un total de 22 civiles e hirieron a 87.
Por la noche, las tropas rusas llevaron a cabo un ataque con cohetes en Kramatorsk, lo que resultó en la destrucción de la infraestructura.
El 18 de abril, las tropas ucranianas supuestamente mataron a 20 soldados rusos.

#### 19 de abril
Las fuerzas rusas aseguraron el control total sobre Kreminna, mientras que más bombardeos rusos sobre Kramatorsk dejaron al menos un civil muerto y otros tres heridos. El bombardeo ruso del día en la región de Donetsk mató a cinco civiles e hirió a seis. El jefe de la administración militar regional de Luhansk, Serhiy Haidai, llamó a los residentes de la región a evacuar inmediatamente para no convertirse en rehenes o ser asesinados por los rusos.
Según fuentes del gobierno ucraniano, 8 civiles murieron y 22 resultaron heridos durante el bombardeo de la línea del frente el 19 de abril.
El Ministerio de Defensa de Ucrania afirmó que las fuerzas ucranianas repelieron siete ataques de las fuerzas rusas, destruyendo 10 tanques y 26 vehículos blindados, un sistema de artillería y un mortero. En un informe vespertino, el Estado Mayor General de las Fuerzas Armadas de Ucrania declaró que las fuerzas ucranianas lanzaron un contraataque y recuperaron la ciudad de Marinka.
Los medios estatales rusos informaron que Rozivka, una aldea en el Óblast de Zaporizhzhia cerca de la frontera con el Óblast de Donetsk, había votado unánimemente a favor de la "unificación temporal" con la RPD.
En una entrevista exclusiva con India Today, el ministro de Relaciones Exteriores de Rusia, Serguéi Lavrov, reconoció el inicio de una nueva ofensiva en Dombás, afirmando que es un "momento muy importante en toda esta operación especial". Para abordar la nueva etapa de la Rusia ofensiva en Ucrania, el presidente francés Emmanuel Macron y el presidente estadounidense Joe Biden sostuvieron una reunión con representantes de Francia, Alemania, Reino Unido, Canadá, Italia, Polonia y Rumania. A ellos se unieron el secretario general de la OTAN, Jens Stoltenberg, la presidenta de la Comisión Europea, Ursula von der Leyen, y el presidente del Consejo Europeo, Charles Michel.
Las tropas ucranianas afirmaron haber matado a 30 miembros del personal ruso el 19 de abril.

#### 20 de abril
Las fuerzas rusas y LPR avanzaron en Rubizhne, capturando la parte central de la ciudad. Elsewhere En otros lugares, las tropas rusas tuvieron cierto éxito a través de avances localizados al sur y suroeste de Izium.
La actividad rusa en el Óblast de Donetsk mató a 2 civiles e hirió a 9 el 20 de abril.
Las fuerzas rusas también ocuparon áreas residenciales en la ciudad de Popasna en Lugansk. Según fuentes ucranianas citadas por el Instituto para el Estudio de la Guerra (ISW), incluido Danilov, los mercenarios libios y sirios probablemente asociados con el Grupo Wagner se enfrentaron con las fuerzas ucranianas en la ciudad, y Oleksiy Danilov afirmó que 20-25 mercenarios habían muerto y mostrando fotos de los presuntos cuerpos. El ISW no observó ningún despliegue de unidades sirias o libias como parte de las fuerzas rusas, y atribuyó la presencia de los ciudadanos extranjeros mencionados como individuos.
Los medios polacos citaron fuentes rusas diciendo que más de 40 soldados ucranianos habían muerto durante la noche en ataques con misiles el 20 de abril. Mientras tanto, fuentes ucranianas afirmaron haber matado a 36 soldados rusos.

#### 21 de abril
Según fuentes ucranianas, Rusia continuó el asalto a Popasna e intentó afianzarse en las partes occidental y noroccidental de Rubizhne, pero el ejército ucraniano supuestamente rechazó el ataque. En este punto, alrededor de la mitad de Popasna estaba bajo control ruso. Mientras tanto, un bombardeo intensificado e intenso en Járkov mató a tres civiles e hirió a cinco.
Según las autoridades ucranianas, los bombardeos a lo largo de la línea del frente mataron a 4 civiles e hirieron a 14.
Según un funcionario ucraniano, las fuerzas rusas capturaron 42 aldeas en el Óblast de Donetsk, aunque no especificó qué aldeas habían sido capturadas.
El ejército ucraniano afirmó haber matado hasta 200 soldados rusos y destruido numerosas piezas de equipo militar durante escaramuzas en el frente el 21 de abril.

#### 22 de abril
Las fuerzas rusas capturaron una ciudad al este de Izium. A lo largo de la línea del frente, 5 civiles murieron y 30 resultaron heridos por los bombardeos rusos.
El mismo día, el mayor general ruso y comandante del Distrito Militar Central de Rusia, Rustam Minnekayev, declaró que el objetivo de la "segunda fase" de la invasión del país a Ucrania era apoderarse por completo de Dombás y el sur de Ucrania y establecer un corredor terrestre con Transnistria, una república separatista no reconocida resguardada por el ejército de Rusia y reconocida internacionalmente como parte de Moldavia. Agregó que había "evidencia de que la población de habla rusa está siendo oprimida" en Transnistria sin proporcionar más detalles sobre sus acusaciones. El Ministerio de Defensa de Ucrania respondió a este anuncio calificando las intenciones de Rusia de imperialismo, diciendo que contradecía afirmaciones rusas anteriores que aseguraban que Rusia no tenía ambiciones territoriales sobre Ucrania y que Rusia había admitido que "el objetivo de la 'segunda fase ' de la guerra no es la victoria sobre los míticos nazis, sino simplemente la ocupación del este y el sur de Ucrania".
Según el grupo de trabajo del Este de Ucrania (Skhid), el ejército ucraniano mató a 130 soldados rusos.

#### 23 de abril
A lo largo de la línea del frente, 13 civiles murieron y 9 resultaron heridos por los bombardeos el 23 de abril.
El ejército ucraniano afirmó haber matado a 150 miembros del personal ruso el 23 de abril.
El Ministerio de Defensa ruso afirmó que 200 soldados ucranianos murieron el 23 de abril.

#### 24 de abril
El 24 de abril, 9 civiles murieron y 16 resultaron heridos como resultado del bombardeo ruso a lo largo de la línea del frente.
El 24 de abril, según el Instituto para el Estudio de la Guerra, el avance ruso se limitó a la captura de las ciudades de Popivka, Pischane y Zhytlivka, con preparativos para capturar y avanzar más allá de Popasna, avanzar hacia el sureste desde Izyum y hacia el oeste desde Kreminna.
Los soldados ucranianos afirmaron haber matado a 100 soldados rusos el 24 de abril.

#### 25 de abril
Las fuerzas rusas han logrado una supremacía numérica de tres a uno sobre las fuerzas ucranianas. Tienen unos 76 Grupos Tácticos de Batallón (BTG) con 800 personas por BTG en el Dombás. Esta es la supremacía tradicional que necesita un atacante contra una fuerza defensora. Sin embargo, los ataques rusos han sido a través de cohetes y artillería. Las fuerzas ucranianas parecen tener escasez de armas antitanque occidentales, en un caso no se han recibido armas.
Cuatro civiles murieron y nueve resultaron heridos tras el bombardeo ruso en Járkov.
El 25 de abril, las fuerzas ucranianas reclamaron la muerte de 160 soldados rusos.

#### 26 de abril
Las fuerzas ucranianas afirmaron haber matado a 100 soldados rusos el 26 de abril. Las fuerzas rusas afirmaron haber matado a 500 soldados ucranianos, informó CBS News.
12 civiles murieron y 18 resultaron heridos durante el bombardeo ruso el 26 de abril.
Funcionarios ucranianos informaron que las fuerzas rusas capturaron las ciudades de Novotoshkivske y Zarichne en Dombás.

#### 27 de abril
5 civiles murieron y 15 resultaron heridos como resultado del bombardeo ruso a lo largo de la línea del frente el 27 de abril.
En una sesión informativa matutina, el Ministerio de Defensa ruso afirmó haber matado a 120 soldados ucranianos y alcanzado 573 objetivos militares durante el bombardeo nocturno de posiciones ucranianas la noche del 26 al 27 de abril. Durante una sesión informativa nocturna, el Ministerio de Defensa ruso afirmó haber matado a 210 soldados ucranianos más durante los combates diurnos el 27 de abril.
El ejército ucraniano afirmó haber matado a 75 soldados rusos el 27 de abril.

#### 28 de abril
27 civiles murieron y 52 resultaron heridos debido a los bombardeos en el frente el 28 de abril.
El 28 de abril, el ejército ucraniano afirmó haber matado a 42 soldados rusos.
El Ministerio de Defensa ruso afirmó haber matado a 620 ucranianos (300 durante el bombardeo nocturno, 320 durante el día) y destruido más de 65 vehículos blindados el 28 de abril.

#### 29 de abril
La República Popular de Donetsk anunció que 110 militares de la RPD murieron y 451 resultaron heridos entre el 22 y el 29 de abril. Además, 72 civiles resultaron muertos y 57 heridos.
Según fuentes ucranianas, 5 civiles murieron y 19 resultaron heridos durante el bombardeo a lo largo de la línea del frente el 29 de abril.
El Ministerio de Defensa ruso afirmó haber matado a 280 soldados ucranianos el 29 de abril.
El 29 de abril, el ejército ucraniano afirmó haber matado a 173 soldados rusos.